# Amnyang-eup
Amnyang-eup (koreanska: 압량읍) är en köping i den sydöstra delen av Sydkorea, 250 km sydost om huvudstaden Seoul. Den ligger i kommunen Gyeongsan i provinsen Norra Gyeongsang. Amnyang fick status som köping 1 jan 2020, dessförinnan hade Amnyang status som socken (Amnyang-myeon).